# Estación Gorchs
Gorchs es una estación ferroviaria ubicada en el pueblo de mismo nombre, Partido de General Belgrano, Provincia de Buenos Aires, Argentina, a 138 kilómetros de la estación Constitución.

## Servicios
Por sus vías corren trenes de carga de la empresa Ferrosur Roca.

## Historia
La estación fue inaugurada en mayo de 1892 por la compañía Ferrocarril del Sud.